# Radio College of Canada

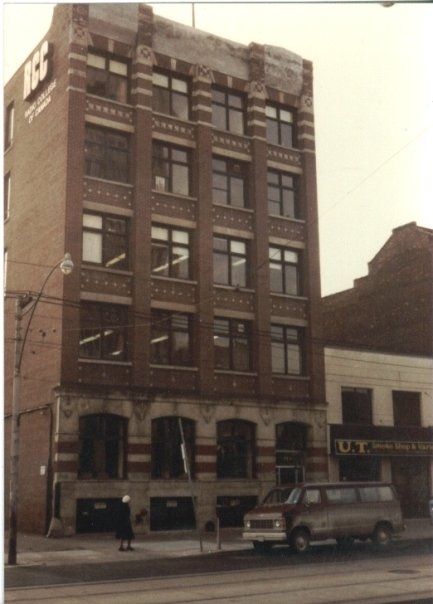
Das RCC-Gebäude im Jahr 1982

Das Radio College of Canada (RCC), heute: RCC Institute of Technology, war von 1928 bis 2017 eine führende kanadische Bildungseinrichtung (College) zur Nachrichten- und Hochfrequenztechnik. Sitz war Toronto, die Provinzhauptstadt von Ontario. Dort befand es sich im RCC‑Gebäude (Bild) in der College Street 243 nur wenige Hundert Meter östlich des Stadtviertels auch bekannt als Little Italy („Klein-Italien“).
Das RCC gehörte zu den ältesten privaten Technik-Bildungsstätten ganz Kanadas. Im Jahr 2017 fusionierte es mit der York University.

## Geschichte

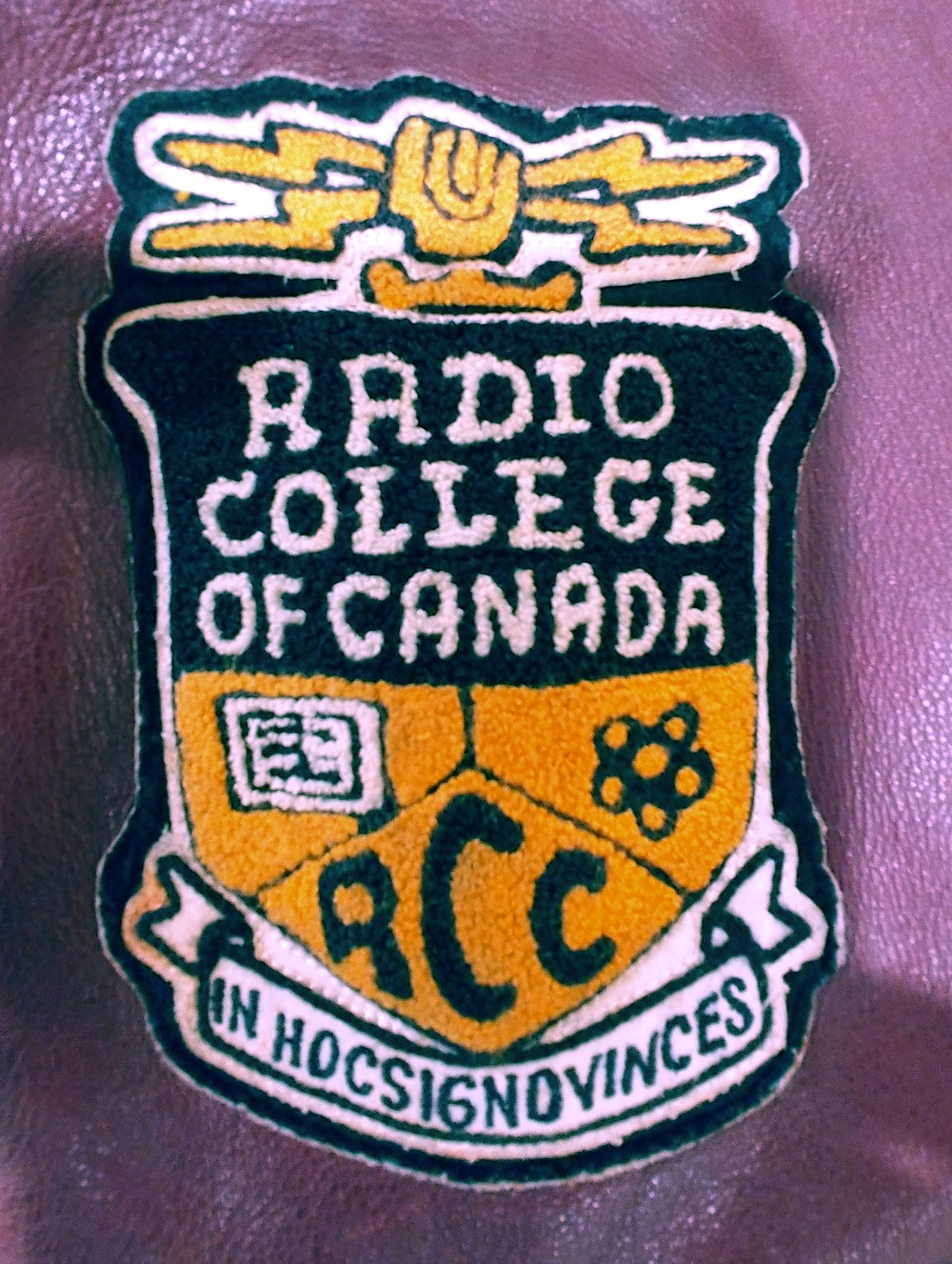
Abzeichen des Colleges. Der lateinische Spruch IN HOC SIGNO VINCES bedeutet „In diesem Zeichen wirst du siegen“.

Gegründet wurde das Radio College of Canada im Jahr 1928 durch den Unternehmer J. C. Wilson mit dem Ziel, Fachleute für die in den 1920er-Jahren immer wichtiger werdende Funktechnik auszubilden. Im Jahr 1937 wurde das RCC von R. Christopher Dobson übernommen und durch ihn weiter ausgebaut. Insbesondere wurde die Ausbildung von Berufs-Funkern vertieft. In den 1940er-Jahren kamen neue Anforderungen aufgrund des Zweiten Weltkriegs hinzu. Zu dieser Zeit wurden hier auch viele Frauen zu Funkerinnen ausgebildet (siehe auch: Wrens). Nach dem Krieg führte das College seine Arbeit fort, wozu auch Rehabilitationsschulungen für ehemalige Soldaten gehörten.
In den 1950er-Jahren, mit dem Aufkommen des Fernsehens, bildete das RCC Radio- und Fernsehtechniker aus. Um 1970 gab es einen beschleunigten Wandel hin zur Digitaltechnik. Entsprechend erweiterte sich der Lehrplan des RCC um neue Themen wie Informationstechnik (IT), Mikroprozessoren und Datenverarbeitung (DV). Anfang der 1990er-Jahre zog das RCC von der College Street in Toronto um in den nördlichen Vorort Vaughan. Seit 2004 bietet es Bachelor-Abschlüsse an und war damit die erste private Hochschule in Ontario, die dies machen konnte.
In seiner nahezu 90‑jährigen Geschichte durchliefen fast 40.000 Absolventen das Radio College of Canada, die anschließend wichtige Beiträge zu Kanadas Spitzentechnologie leisten konnten.